# Камнеломка молочная
Камнеломка молочная, или Камнеломка молочно-белая (лат. Saxifraga lactea) — вид рода Камнеломка (лат. Saxifraga) семейства Камнеломковые (лат. Saxifragaceae).

## Ботаническое описание и ареал
Эндемик Северо-Восточной Азии. В России известно несколько местонахождений в Якутии и Хабаровском крае.
Растет на сырой почве по берегам горных рек.
Число хромосом — 2n=28.

## Охранный статус
Редкий вид. Занесена в Красные книги России, Якутии, Хабаровского края. Факторы исчезновения не изучены.